# Lindauer Hütte
Die Lindauer Hütte ist eine Schutzhütte der Sektion Lindau des Deutschen Alpenvereins. Sie liegt im Gauertal knapp unterhalb der Waldgrenze am Fuß der Drei Türme auf 1744 m ü. A. im Rätikon im Montafon in Vorarlberg. Durch ihre erhöhte Lage auf einem Moränenrücken blieb sie bisher von Lawinen verschont.
Im 1907 angelegten Alpengarten direkt neben der Hütte werden Pflanzen aus dem alpinen Bereich gezeigt.

## Geschichte und Beschreibung
Das heutige, sehr große Gebäude geht auf eine um ein Vielfaches kleinere, etwa 11 m × 11 m messende, zweistöckige, hölzerne, echte „Hütte“ von 1899 zurück. Sie enthielt eine kleine Gaststube, je ein Zimmer für Wirtsleute und Bergführer, eine kleine Küche und mehrere Schlafräume, sowie ein Matratzenlager im Dachspitz. Anfang des 20. Jh. wurde das (damals separat stehende), hölzerne Schlafhaus ostseitig errichtet. Es folgte die Erweiterung des Erstbaues (Errichtung der Veranda) nach Süden. Die heute mitten in der Gaststube stehende, durchfensterte Holzwand war die südliche Außenwand der ursprünglichen Hütte. Weiterhin entstanden in einem steinernen Anbau an der Ostseite des Schlafhauses nach dem Zweiten Weltkrieg Räume für Pächter und Personal. Behördliche Auflagen bewirkten um 1993 eine Erweiterung der Küche. Im Zuge dessen entstand der das Haupthaus und das Schlafhaus verbindende Zwischenbau, in dessen Dach ein weiteres Matratzenlager eingerichtet wurde. 2008 wurde das Haupthaus um eine Etage aufgestockt, was mit einem Neubau der Sanitäranlagen und der Errichtung eines brandschutzgerechten Treppenhauses verbunden war. Das ganze Gebäude ist heizbar, was einen Winterbetrieb möglich macht.
Vor einigen Jahren erfolgte ein Umbau der Kläranlage mit dem heute unterhalb der Hütte in Richtung Geißspitze sichtbaren Bau.
Nahe dem Alpengarten steht noch die „Herberge“, eine Holzbaracke mit 56 Matratzenlagern, die vor allem von Jugendgruppen genutzt wird.
1958 begegnete der damalige Pächter Fritz Moosmann der damals üblichen Unsitte, Hüttenmüll im Umfeld der Hütten zu entsorgen, mit dem Bau eines Mülltransportanhängers. Das Haus ist mit dem Umweltgütesiegel des deutschen und österreichischen Alpenvereins ausgezeichnet. Es wird im Sommer mit Geländewagen und LKW, im Winter mit Motorschlitten beliefert und entsorgt. Über ein Erdkabel besteht Anschluss ans Stromnetz. Geheizt wird mit Strom und Holz, gekocht mit Flüssiggas. Das im Öfatal gefasste Wasser ist von ausgezeichneter Qualität.

## Zugang
Am kürzesten ist die Lindauer Hütte von der Bergstation der Golmerbahn (1890 m) über den Latschätzer Höhenweg zu erreichen. Er führt (familienfreundlich) fast eben um das Grüneck herum (schöne Aussicht!) und senkt sich dann allmählich zur oberen Latschätzalpe. Nach kurzem Anstieg wandert man ohne größere Höhenunterschiede zur Lindauer Hütte.
Etwas weiter ist der Zugang über den Golmer Höhenweg: Ab der Bergstation ist erst einmal ein Anstieg zu bewältigen, bis man das Höhenniveau des Gratweges am Golmer Joch (2124 m) und dem Latschätzkopf (2219 m) erreicht. Nach einer Querung der Hänge des „Wilden Mannle“ (2291 m) steigt man weiter zur Geißspitze (2334 m), und von deren Gipfel zur Lindauer Hütte.
Alternativ führt von der Mittelstation (1521 m) der Golmerbahn bei Matschwitz ein schattiger Waldweg über Wachters Dieja zur oberen Latschätzalpe. Dort trifft man auf den Latschätzer Höhenweg.
Auch über den Fahrweg, der direkt von Latschau in der Nähe der Talstation der Golmerbahn über das Weidegebiet der unteren Latschätzalpe bis hinauf zur Hütte führt, ist die Lindauer Hütte zu erreichen. Dieser Weg wird als einziger auch als Winterwanderweg präpariert. Nach intensiven Schneefällen kann es vorkommen, dass dieser wegen Lawinengefahr vorübergehend gesperrt wird. Der vielbefahrene Fahrweg kann im unteren Teil durch einen Aufstieg über die Sanüelalpe umgangen werden. In etwa in Höhe des Gauertalhauses trifft man wieder auf den Fahrweg, dessen Kehren im oberen Teil auf Wanderwegen abgekürzt werden können.

## Gehzeiten
- Latschätzer Höhenweg: Golmerbahn Bergstation – Lindauer Hütte, ca. 1½ bis 2 Stunden
- Golmer Höhenweg: Golmerbahn Bergstation – Lindauer Hütte, ca. 3 bis 3½ Stunden
- Matschwitz – Lindauer Hütte, ca. 2 bis 2½ Stunden
- Fahrweg: Latschau (Nähe Golmerbahn Talstation) – Lindauer Hütte, ca. 2 bis 2½ Stunden

Der Abstieg führt hinunter zur unteren Sporaalpe und dann gemütlich durch das Gauertal hinaus, bis zur Station der Golmerbahn nach Latschau.

## Übergänge zu anderen Hütten
- Totalphütte
- Schesaplanahütte
- Douglasshütte
- Heinrich-Hueter-Hütte
- Mannheimer Hütte
- Carschinahütte
- Tilisunahütte
- Gauertalhaus

## Tourenmöglichkeiten
- Großer Drusenturm 2830 m ca. 4 Stunden
- Drusentor 2341 m: ca. 2,5 Stunden
- Sulzfluh 2818 m: ca. 5 Stunden
- Geißspitze 2334 m ca. 1,5 Stunde
- Öfakopf 2374 m ca. 2 Stunden
- Verspala 2443 m ca. 3 Stunden
- Gratwanderung auf dem Walserkamm mit der Tschaggunser Mittagsspitze
- Eisjöchl 2638 m ca. 3 Stunden.

alle auch als Skitouren machbar.
Weiterhin:
Drusenfluh 2827 m durch die Blodigrinne (im Sommer teilweise Klettersteige, im Winter sehr gute Bedingungen hinsichtlich Lawinengefahr erforderlich), über das Verlorene Kar oder über die Schweizer Mulde, alle Anstiege anspruchsvoll, Schwarzhorn 2460 m, Klettergarten am „Tiergarten“ hinter der oberen Sporaalpe am Fuß des Drei-Türme-Massivs
Von der Lindauer Hütte ist der Einstieg des Gauablickhöhlen-Klettersteiges in 1,5 Stunden erreichbar. Die Besonderheit des Steiges ist, dass er durch die Gauablickhöhle geht, weshalb neben einer kompletten Klettersteigausrüstung auch eine Stirnlampe benötigt wird. Auf der Schwierigkeitsskala liegt der Klettersteig bei C und die Kletterdauer beträgt ca. 1,5 Stunden.
Die Hütte liegt am Zentralalpenweg, einem 1200 Kilometer langen österreichischen Weitwanderweg, dessen Hauptroute 02 sich mit der gletscherfreien Nebenroute 02A hier vereinigt und gemeinsam durch den Rätikon nach Feldkirch führt.

## Sonstiges
Am 27. Mai 1975 brachte die Österreichische Post zu diesem Motiv eine Dauermarke der Briefmarkenserie Landschaften aus Österreich zu 6 Schilling heraus.

## Karten
- Schweizer Landeskarte (1:25.000), Blatt 1157, Sulzfluh
- Schweizer Landeskarte (1:50.000), Blatt 238, Montafon